# Gänsereiten

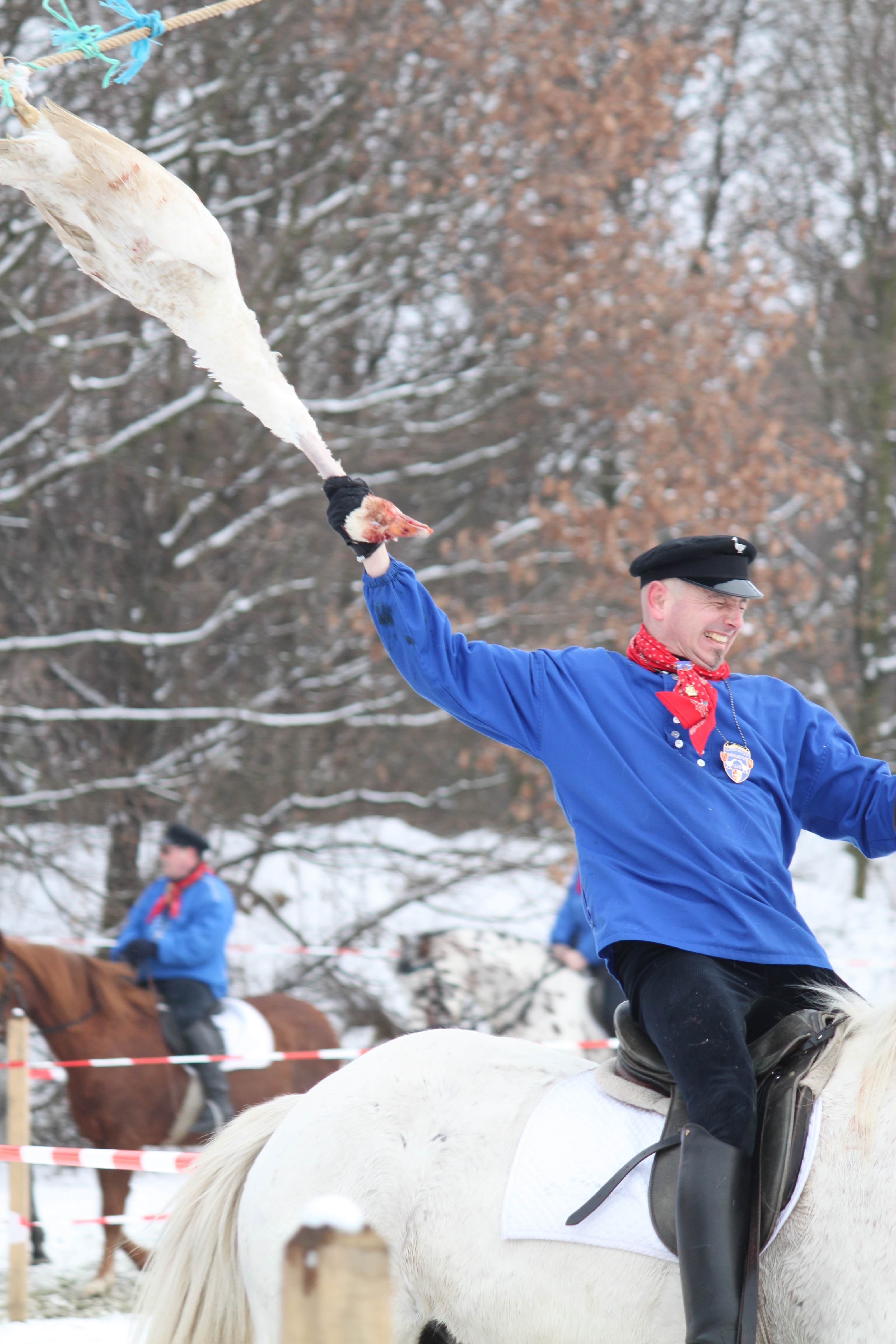
Gänsereiten in Sevinghausen

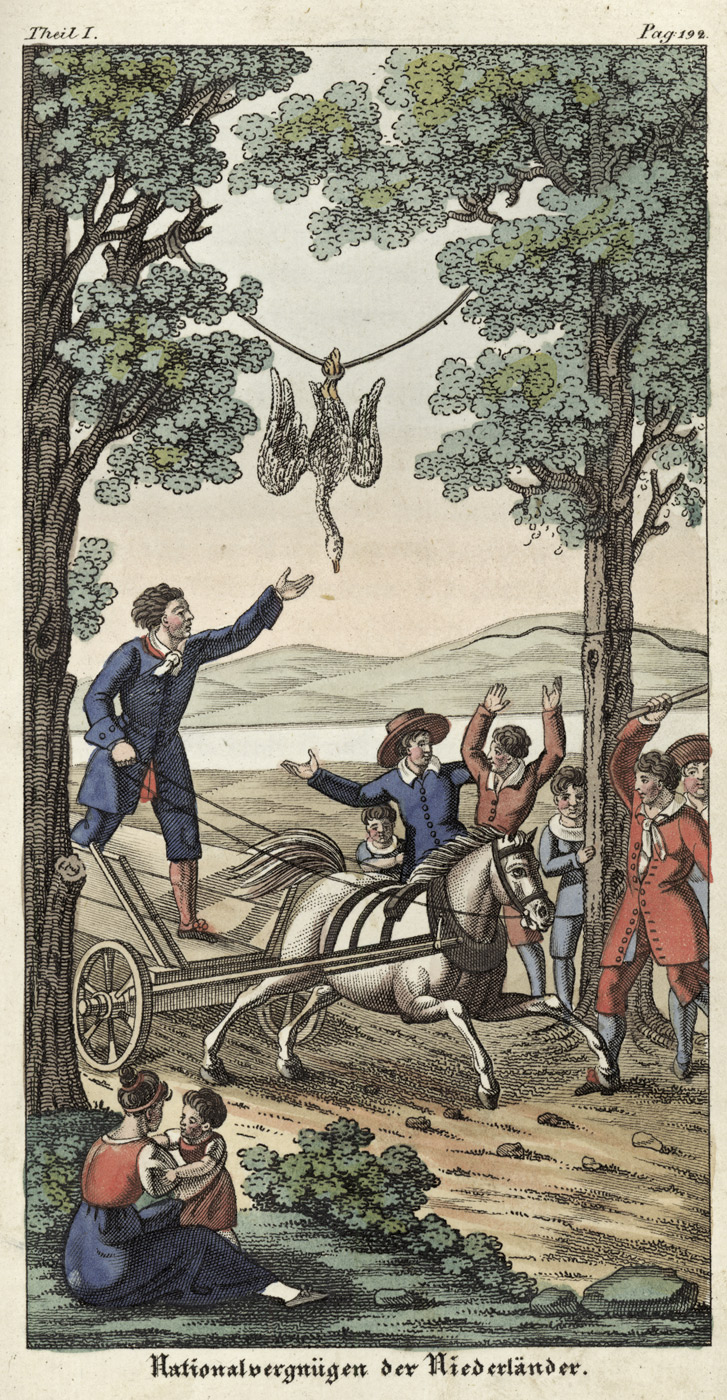
Nationalvergnügen der Niederländer, 1822.

Gänsereiten, auch Gänseköppen, ist ein regionales Brauchtum, das aus Spanien, Niederlanden, Belgien, England und Nordamerika überliefert ist. Aktuell wird es in mehreren Ortschaften Nordrhein-Westfalens ausgeübt. Eine zuvor getötete Gans wird dazu zwischen zwei Bäumen an den Füßen aufgehängt. Reiter versuchen, ihr im Galopp den Kopf abzureißen.
Auf den Bildern Kermis und Dorfkirmes mit blinden Drehleierspieler des Malers David Vinckboons wird das Gänsereiten bei flämischen Volksfesten um 1600 dargestellt.
Eine Abwandlung, in der einer Gans mit einem Schwert der Kopf abgeschlagen wird, soll es in Canstein, Engelkau, Haan sowie in Belgien und Holland gegeben haben. In der Schweiz in Sursee findet es als lokaler Brauch noch statt.
Bei der Variante des Hahnenköppen wird versucht, einem vorher geschlachteten und kopfüber in einem Korb aufgehängten Hahn den Kopf abzuschlagen. Der alte Brauch wird vor allem im Bergischen Land, in der Eifel, in der Gegend um Köln, im Jülicher Land und im Raum Neuss gepflegt.

## Belgien
In Belgien findet das Gänsereiten in einigen Polderdörfern nördlich von Antwerpen statt, darunter Lillo, Ekeren, Hoevenen, Strabroek, Berendrecht und Zandvliet.

## Deutschland

### Bochum-Höntrop
Im Bochumer Stadtteil Wattenscheid-Höntrop wird das Gänsereiten zum Karneval vom Gänsereiter-Club Höntrop von 1598 e. V. veranstaltet.
Über den mutmaßlichen Ursprung in Wattenscheid schrieb der Wattenscheider Stadtarchivar Eduard Schulte in seinem Gutachten vom 6. Februar 1925:

„Seit unvordenklichen Zeiten erzähle man sich, dass das Gänsereiten von spanischen Kriegsleuten übernommen worden wäre, als diese während des spanisch-holländischen Krieges in den Jahren 1598 und 1599 sowie im Dreißigjährigen Krieg im Wattenscheider Kirchspiele lagen und zur Kurzweil ihre heimatlichen Reiterspiele geübt hätten.“

Es handelt sich also um ein über 400 Jahre altes Brauchtum. Das Verbot, eine lebende Gans zu verwenden, besteht seit 1806.
Eine zuvor getötete Gans wird dazu zwischen zwei Bäumen an den Füßen aufgehängt. Reiter versuchen, ihr im Galopp den Kopf abzureißen. Der Sieger ist der „Gänsereiterkönig“ für ein Jahr. Die Gans wird später gemeinsam verzehrt.
Um 1800, als der Rheinische Karneval die Region erreichte, wurde das Volksfest mit dem Karneval verbunden. Weil die Besiedlung in den Dörfern noch dünn war, gab es nur einen Gänsereiterclub in dem Gebiet Wattenscheid. Dieser setzte sich zusammen aus Höntrop, Sevinghausen und der Umgebung. Geritten wurde im Südpark. Durch die fortschreitende Industrialisierung um 1900 wuchsen auch die Einwohnerzahlen, sodass jeder der beiden Orte, Höntrop und Sevinghausen, seinen Gänsereiterclub brauchte bzw. haben wollte. Das Protokollbuch dieses alten Traditionsclub weist aus, dass ab 1908 aus dem einen Club zwei wurden. Gänsereiterclub Höntrop und Gänsereiterclub Sevinghausen.
Seit einigen Jahren pflegen die Höntroper Gänsereiter Kontakte mit dem spanischen Ort El Carpio de Tajo, wo alljährlich am 25. Juli ein Gänsereiten seit der Rückeroberung des von den Arabern besetzten Ortes im Jahr 1141 stattfindet.
Strittig ist, wie zeitgemäß das Ritual noch ist. Die Welt am Sonntag kommentierte 2004: „In Wattenscheid ringt die Gesellschaft an Karneval darum, welche ihrer alten Rituale sie mit in die Zukunft nehmen möchte. Noch ist offen, wer am Ende Federn lassen muss.“
Bei den Junggänsereitern wird nach Intervention des Jugendamts Bochum bereits seit 2006 nicht mehr mit echten Gänsen geritten. Stattdessen werden an einem Kreis herunterhängende Hufeisen verwendet. Die Kinder müssen versuchen, diese mit ihrer Reitgerte zu durchstechen.
Im Bereich der Tierrechte engagierte Bürger argumentieren, auch die Form mit einer toten Gans verstoße gegen das Tierschutzgesetz und stelle Gewaltverherrlichung dar. Im Januar 2016 entschied das Verwaltungsgericht Gelsenkirchen, ein Tötungsverbot komme nicht infrage, solange die getötete Gans auch verzehrt wird (Urteil vom 5. Februar 2016, Az. 16 L 221/16).
Nachdem auf Change.org bei einer an Hannelore Kraft gerichteten Petition gegen das Gänsereiten rund 100.000 Unterstützer teilnahmen, wurde eine Woche vor der Landtagswahl in Nordrhein-Westfalen 2017 bekannt, dass das Ritual ab 2018 nicht mehr mit echten Gänsen durchgeführt werden soll. Der Gänsereiterverein legt großen Wert darauf, dass „die Entscheidung ohne Druck getroffen“ wurde.

### Bochum-Sevinghausen
Der Verein „Sevinghauser Gänsereiterclub 1598 e. V.“ in dem Höntrop benachbarten Ortsteil Sevinghausen veranstaltet ebenfalls ein Gänsereiten.

### Werl
In Werl wurde das Gänseköppen vom Kolpingverein im Werler Stadtwald ausgerichtet. Eine getötete Gans hing in einem Drahtkorb, die Gesellen versuchten mit verbundenen Augen, dem Tier mit einem Säbel den Kopf abzuschlagen. Der erfolgreiche Kolpinggeselle wurde mit einer Kette geehrt, die von jedem König mit einer weiteren Medaille erweitert wurde. Er erhielt den Titel Gänsekönig. Nach einem Bericht des Beobachter, einer Werler Tageszeitung, nahmen zeitweise über 3000 Zuschauer an dem Spektakel teil. 1961 wurde das Gänseköppen als nicht mehr zeitgemäß eingestellt.

### Velbert-Langenhorst und Velbert-Neviges
Eine ähnliche Veranstaltung findet auch im Langenhorst, einem Bezirk von Velbert, am Freitag vor dem Rosenmontag und im Velberter Stadtteil Neviges beim Schloss Hardenberg zu Pfingsten statt.

### Weitere Orte
In Dortmund-Kurl findet das Gänseköppen statt. Es wird auf Betreiben der Stadtverwaltung seit 2003 mit einer Attrappe durchgeführt.
Auch in den Essener Stadtteilen Kupferdreh, Byfang und Freisenbruch findet das Gänsereiten seit 2005 nur noch mit dieser Einschränkung statt. In Drolshagen-Bühren wurde das Gänsereiten mit toten Tieren 1988 untersagt.
Essen-Frohnhausen hat den Gänsereiterbrunnen, welcher an die dort eingestellte Veranstaltung des Gänsereitens erinnert.

## Niederlande
In den Niederlanden findet das Gänsereiten nur in Grevenbicht, Süd-Limburg, am Karnevalsdienstag (limburgisch: Vastelaovesdeensdig) statt.

## Schweiz
Beim Gansabhauet am 11. November (Martinstag) in Sursee wird auch versucht, der Gans den Kopf abzuschlagen. Die Schweizer Post stellten den Brauch auf einer 1977 erschienenen Dauermarke zu 35 Rappen dar.

## Spanien
In El Carpio de Tajo findet alljährlich am 25. Juli ein Gänsereiten seit der im Jahr 1141 erfolgten Rückeroberung des von den Arabern besetzten Ortes statt.

## Vereinigte Staaten

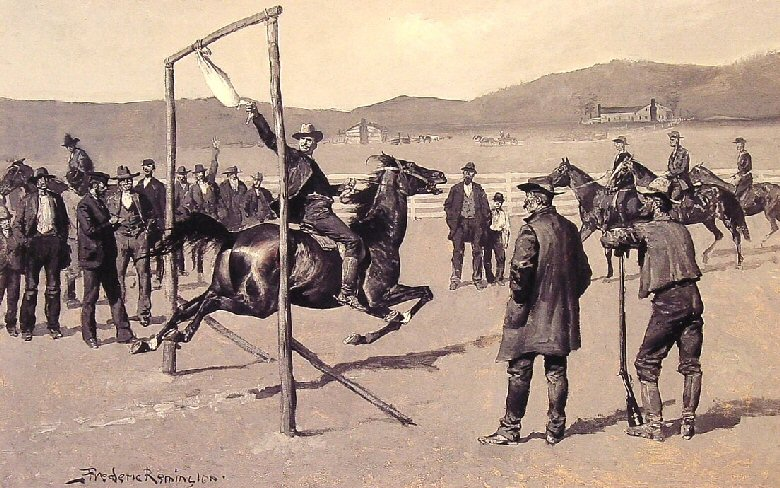
Abbildung aus West Virginia, 19. Jahrhundert

Niederländische Siedler brachten diesen Brauch nach New Amsterdam. Er verbreitete sich in den Vereinigten Staaten, starb aber in den 1870er Jahren aus.